# FK Arsenal Kiev
FK Arsenal Kiev (ukrainska: Футбо́льний Клуб "Арсенал" Київ) är en ukrainsk fotbollsklubb från huvudstaden Kiev. Klubben hette tidigare bland annat FC CSKA Kiev.
Klubben etablerades 1925/1934, ombildades 2001 och – efter en konkurs – 2014. Före konkursen spelade representationslaget sedan 1995 i Premjer-liha (den ukrainska första divisionen. Sedan återbildandet deltar man i amatörligan i Kiev.

## Historia
Den klubb som idag heter FK Arsenal Kiev hävdar sina rötter i en klubb med samma namn som grundades 1925. Den klubben vann bland annat 1958 Ukrainska SSRs mästerska. 1963 bytte dock klubben i namn till Temp for sedan läggas ner några år senare. 
Dagens Arsenal bygger på CSKA Kievs A-lag. CSKA är en förkortning för Arméns Centrala Sportklubb (ryska: Центральный спортивный клуб армии), ägt från grundandet 1935 till 2000 av Ukrainas försvarsministerium. CSKA Kiev grundades i Charkiv under namnet UVO Charkiv. År 1935 flyttades laget till Kiev och bytte namn till BO (Budynok Ofitseriv) Kiev.
Under perioden 1947–1956 kallades laget OBО Kiev, och 1952 tog klubben sig till semifinal i den sovjetiska pokalturneringen. 1957 ändrades namnet till ОSК Kiev, 1957–1959 var det SКVО Kiev och 1960–1971 SKA Kiev som gällde. Laget flyttades igen 1972, denna gång till Tjernihiv och ändrade namn till SК Tjernihiv. 1976 flyttade man tillbaka till Kiev och blev åter SКА. 1992 ändrades namnet till ZS Оriyana, 1993 till CSK ZSU. 1994 fusionerade man med FK Borysfen Boryspil och blev CSKA-Borysfen Boryspil som 1996 åter delades upp i CSKA Kiev och FK Borysfen Boryspil.
CSKA Kiev gick i konkurs 2001, varefter staden Kiev köpte ut A-laget och bildade FK Arsenal Kiev. Samma år skapades ur CSKA Kievs B-lag den nya klubben FC CSKA Kiev, vilken nu spelar i ukrainska andraligan.
Klubben har haft tolv olika namn sedan starten 1934 (eller 1925).
Arsenal spelade i UEFA-cupen säsongen 2001–2002, då man slog ut finska FC Jokerit och serbiska Röda Stjärnan. Klubben har två gångar förlorat den ukrainska cupfinalen; 1998 blev det till förlust mot FK Dynamo Kiev och 2001 mot FK Sjachtar Donetsk.

## Källhänvisningar
1. 1 2 3 4  "FC Arsenal Kyiv". Uefa.com. Läst 9 januari 2015. (engelska)
2. 1 2 3  Veth, Manuel (19 april 2013). ”Arsenal Kyiv – Inventing the Alternative Football Club” (på engelska). Futbolgrad.com. Arkiverad från originalet den 9 januari 2015. https://web.archive.org/web/20150109134059/http://futbolgrad.com/arsenal-kyiv-inventing-the-alternative-football-club/. Läst 9 januari 2015.